# Danijel Bošković
Danijel Bošković, hrvatski hrvač. Pripadnik naraštaja boraca nakon 1988. oživjelog hrvačkog kluba Istarskog borca. Bošković je izrastao iz hrvačke škole tog kluba. Postao je hrvatski reprezentativac i višestruki juniorski i seniorski prvak hrvatske. Sudionik europskog juniorskog prvenstva održanog u Bugarskoj 1996., gdje je bio deseti.